# Новий Кокорів
Нови́й Ко́корів — село в Україні, у Кременецькій міській громаді Кременецького району Тернопільської області. Розташоване на річці Ікві, у центрі району.
Населення — 505 осіб.

## Історія
Поблизу Нового Кокорова виявлено археологічні пам'ятки черняхівської та давньоруської культур.
Перша писемна згадка — 1545. 
В центрі села   в 1732 році  була побудована  церква  з дзвіницею. У 1869 році була покрита бляхою. В 1914 році  розібрана на окопи. Нову церкву  Свято Михайлівську почали будувати в 1932 році. В 1934 році  було  освячення. Матеріал виконання -  мурована із цегли, покриття – бляха.
В 1914 році все село  було вивезене . Будинки   були спалені, зруйновані. Тут  проходила лінія  фронту.  Лише в 1918 році  люди  повернулися в село  і  поселилися  в землянках.
Діяли «Просвіта» й інші товариства.
На 1936 рік село входило до ґміни Бережці Кременецького повіту.
На теренах  села Новий  Кокорів   діяв   осередок  ОУН  до якого входили:  Федір Микуцький  “Квітка“, Григорій Микуцький, Григорій  Опацький  “Лісовий“,  Семен Врубльовський  “Яровий“.
22 жителі села загинули на фронтах  німецько-радянської війни.
В 1949-50 роках було організовано  колгосп “ім. Кірова“,  який  в 1952-1953 роках  об’єднався  з    колгоспом   “17 Вересня“  (с. Попівці). 
Тернопільська обласна Рада народних депутатів рішенням від 12 лютого 1993 року села Старий Кокорів і Новий Кокорів, раніше об’єднані в одне село Кокорів Попівецької сільради, взяла їх на облік і підпорядкувала Попівецькій сільраді.
У селі проживав український поет, фольклорист. Вавровий Юхим. 1990  на будинку, де жив поет, встановлена пам'ятна таблиця. Рукописна спадщина Ваврового зберігається у фондах Кременецького краєзнавчого музею.
12 червня 2020 року, відповідно до розпорядження Кабінету Міністрів України № 724-р «Про визначення адміністративних центрів та затвердження територій територіальних громад Тернопільської області», увійшло до складу Кременецької міської громади.
19 липня 2020 року, в результаті адміністративно-територіальної реформи та ліквідації Кременецького (1940-2020) району, село увійшло до складу новоутвореного Кременецького району.

## Релігія
Є церква св. Михаїла (1935, мурована).

## Соціальна сфера
Працюють клуб, бібліотека. За останніх декілька років з бібліотеки с. Новий Кокорів перенесли всі книги в с. Попівці. Бібліотеку закрили і розібрали.

## Галерея

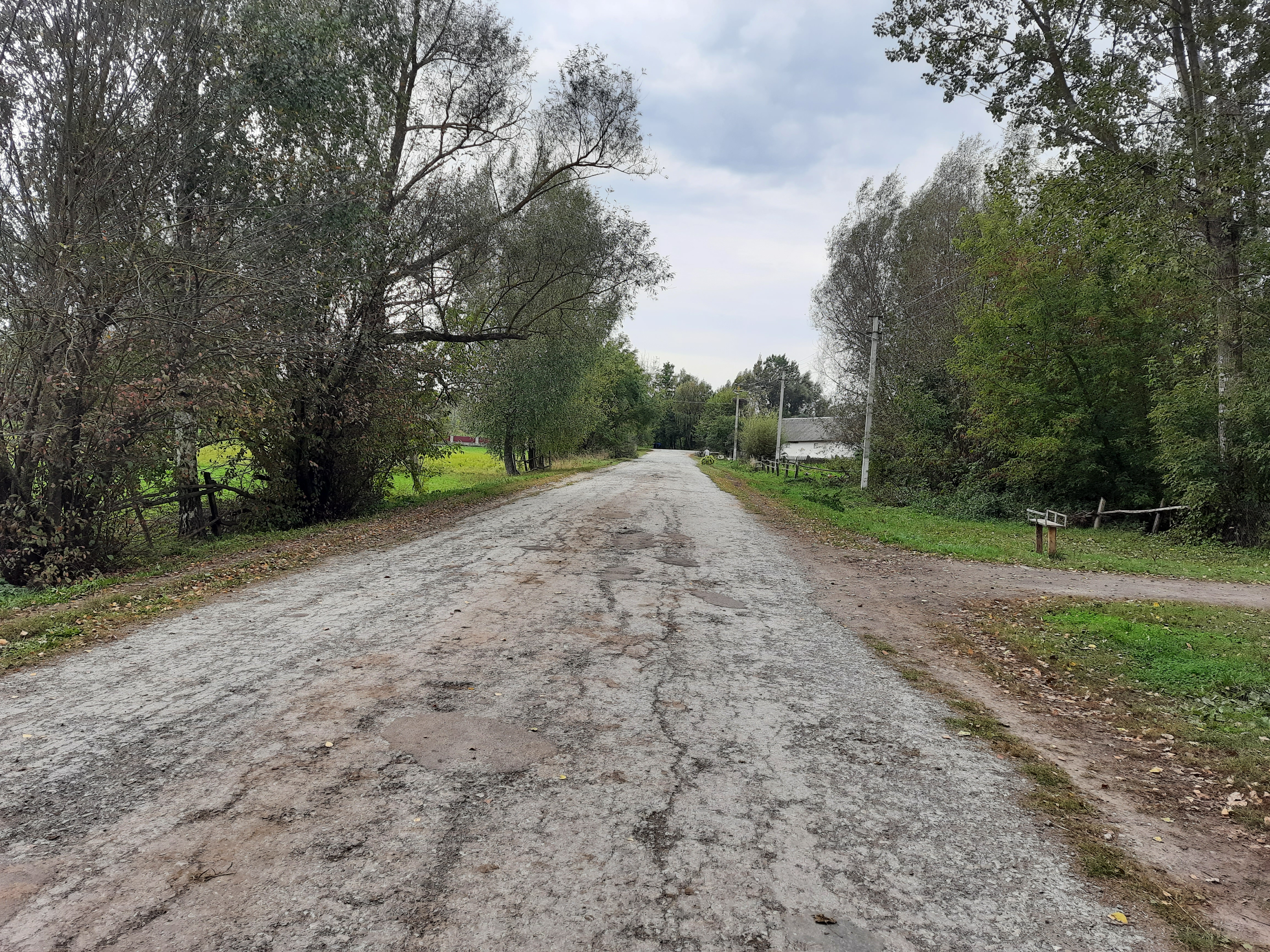
Сільська вулиця
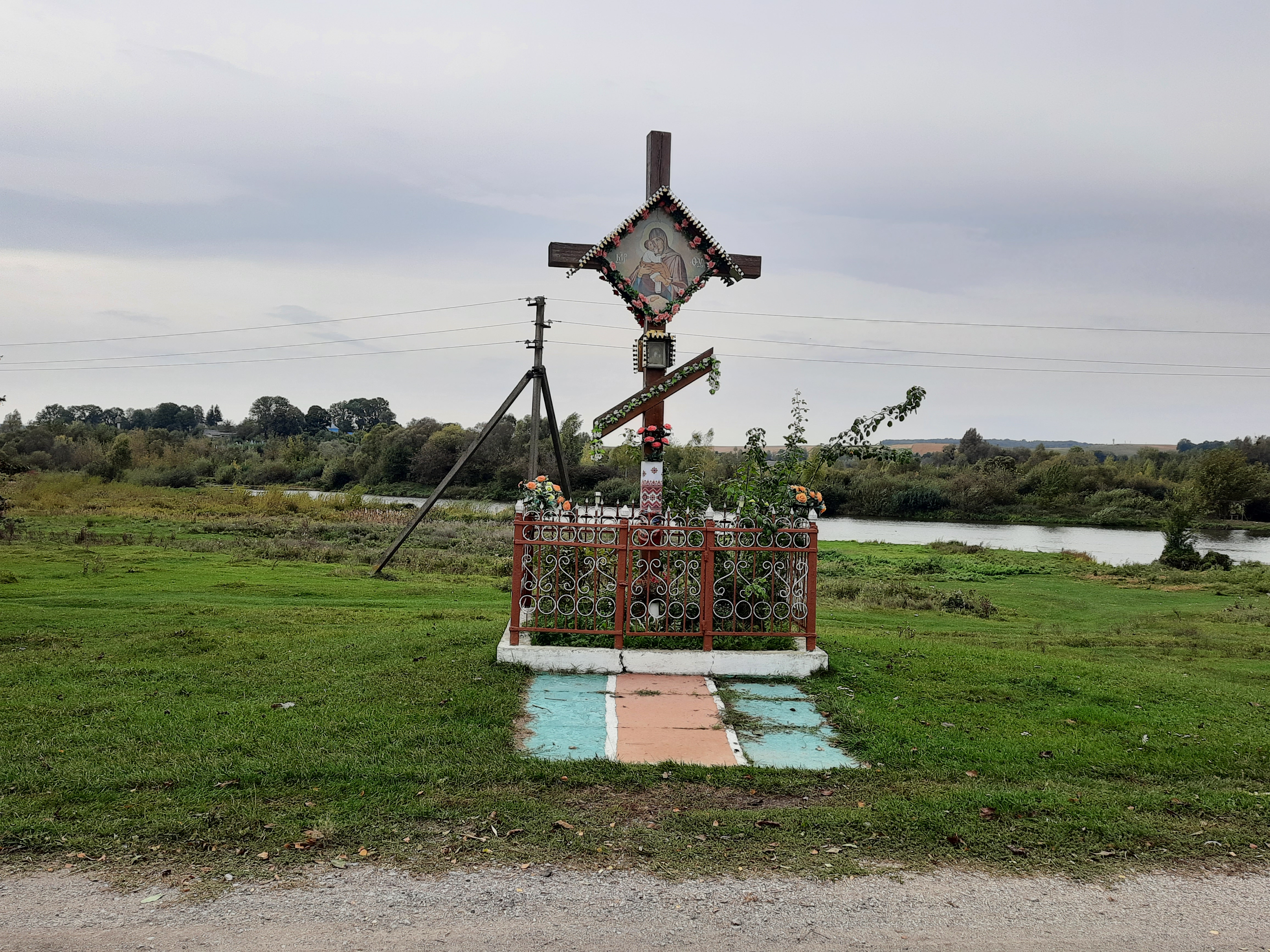
Пам'ятний хрест
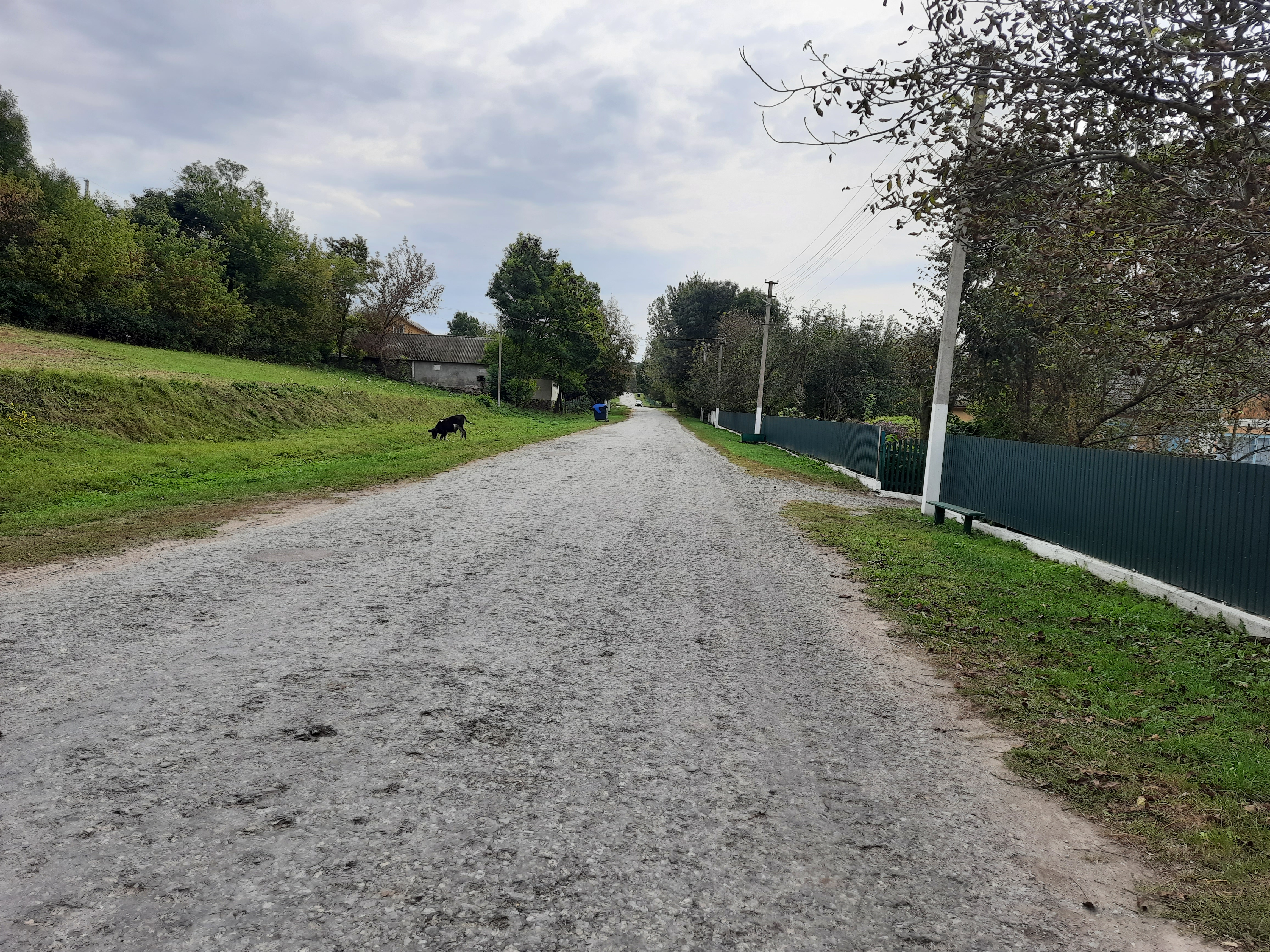
Сільський пейзаж
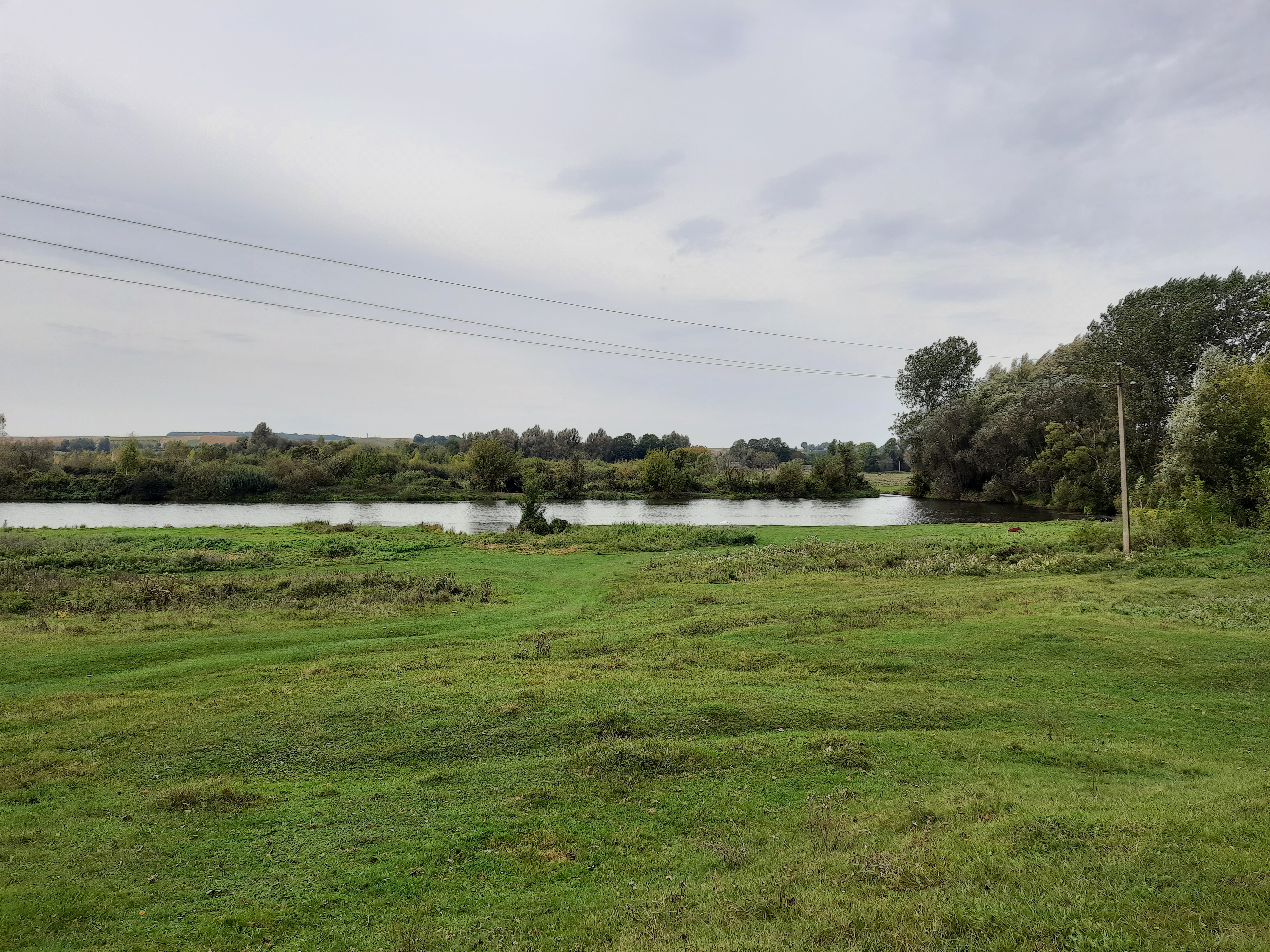
Краєвид біля села